# 나카사쓰나이촌
나카사쓰나이촌(일본어: 中札内村)은 일본 홋카이도 도카치 종합진흥국 관내에 있는 촌이다. 도카치 관내의 남부에 위치한다.
촌명의 유래는 마을을 흐르는 사쓰나이강의 중류에 위치한다는 점에서 붙여졌다. ‘사쓰나이’의 유래는 아이누어의 ‘삿나이’(satnay, 마른 강의 뜻)이다.

## 지리
도카치 종합진흥국 관내 남부에 위치하며 북쪽은 오비히로시와 접한다.

### 인접한 자치체
- 도카치 종합진흥국
  - 오비히로시
  - 가사이군 사라베쓰촌
  - 히로오군 다이키정

- 히다카 진흥국
  - 히다카군 신히다카정
  - 니캇푸군 니캇푸정

## 역사
1947년에 가사이군 다이쇼촌(현 오비히로시의 일부)에서 고신촌, 우리카리촌, 마쿠베쓰촌 산하 3개 오아자(大字)의 각 일부가 분리되어 나카사쓰나이촌이 성립하였다.

## 경제
농업(밭농사)과 낙농업이 활발하다.

## 교통

### 도로
- 오비히로히로오 자동차도
- 국도 236호선(일본어판)